# Stobna
Stobna (tyska Stuba) är en by i Pommerns vojvodskap i norra Polen. Stobna, som är beläget 46 kilometer sydost om Gdańsk, har 340 invånare.

## Personer från Stobna
- Ewald Lindloff (1908–1945), tysk SS-officer